# Frank Zappa Plays the Music of Frank Zappa: A Memorial Tribute
Frank Zappa Plays the Music of Frank Zappa: A Memorial Tribute è un album discografico di raccolta postumo del chitarrista Frank Zappa, pubblicato nel 1996.

## Tracce
1. Black Napkins – 7:10
2. Black Napkins (versione dall'album Zoot Allures) – 4:15
3. Zoot Allures – 15:45
4. Merely a Blues in A – 7:27
5. Zoot Allures (versione dall'album Zoot Allures) – 4:05
6. Watermelon in Easter Hay – 6:42
7. Watermelon in Easter Hay (versione dall'album Joe's Garage) – 8:42